# Dynastes (genre)
Pour les articles homonymes, voir Dynastes.
Genre
Dynastes est un genre d'insectes coléoptères de la famille des scarabées, de la sous-famille des Dynastinae et de la tribu des Dynastini.

## Dénomination
Le genre Dynastes a été décrit par l'entomologiste britannique William Sharp MacLeay en 1819.

## Description
Insectes de grande taille, d'Amérique centrale, dont les mâles portent deux longues cornes thoracique et céphalique formant une pince. 

## Taxinomie
Liste des espèces
- Dynastes granti (Horn, 1870). Le dynaste de Grant : Amérique du Nord (sud des États-Unis)
- Dynastes hercules (Linné, 1758)[1]. Le dynaste Hercule : Amérique centrale et Antilles
- Dynastes hyllus (Chevrolat, 1843). Mexique, Belize, Salvador, Honduras, Guatemala, Nicaragua

Mâle : 35~70mm - Femelle : 30~45mm
- Dynastes maya (Hardy, 2002)[2]. Mexique, Guatemala

Mâle : 50~90mm - Femelle : 40~50mm
- Dynastes miyashitai (Yamaya , 2004)[3]. Mexique

Mâle : 50~90mm - Femelle : 40~50mm
- Dynastes neptunus (Quensel)[4]. Le dynaste Neptune : Amérique centrale et Antilles
- Dynastes satanas (Moser, 1909). Le dynaste satanas : Bolivie, Paraguay, Argentine

Mâle : 50~115mm - Femelle : 30~55mm
- Dynastes tityus (Linné, 1758). Le scarabée licorne : Amérique du Nord (sud des États-Unis)

### Article lié
- Dynastini